# اولماس صفائویچ علیخودژایف
اولماس صفائویچ علیخودژایف (۳۰ ژوئن ۱۹۴۱، گرگانج - ۲۵ سپتامبر ۲۰۱۵، تاشکند) - بازیگر فیلم اهل اتحاد جماهیر شوروی (ازبکستان) است.. هنرمند خلق اتحاد جماهیر شوروی ازبکستان (۱۹۸۳). از فیلم هایی که او در آنها بازی کرده می توان به ابوریحان بیرونی، روزهای گذشته و جاده های آتشین اشاره نمود.

## جوایز
- جایزهٔ هنرمند مردمی ازبکستان
- جایزهٔ هنرمند افتخاری ازبکستان
- جایزهٔ لنین کومسومول